# Neiser Marimon
Neiser Marimon Hidalgo (ur. 21 marca 1998) – wenezuelski zapaśnik walczący w stylu klasycznym. Srebrny medalista igrzysk boliwaryjskich w 2022. Brązowy medalista mistrzostw panamerykańskich w 2025 roku.